# Гомес, Аксель
Аксе́ль Ариэ́ль Го́мес Бри́тес (исп. Axel Ariel Gómez Brítez; род. 17 августа 2009 года в Энкарнасьоне, Парагвай) — парагвайский футболист, нападающий юношеской команды клуба «Серро Портеньо».

## Клубная карьера
Аксель является воспитанником клуба «Энкарнасьона» из своего родного города. 15 сентября 2024 года он дебютировал за родной клуб в матче Дивизиона Интермедиа против команды «Депортиво Сантани»: 15-летний нападающий вышел на поле в стартовом составе и в перерыве был заменён на 34-летнего ветерана Вильяма Сантандера. Это была единственная игра молодого игрока за «Энкарнасьон». С 2025 года он выступает за юношескую команду более именитого «Серро Портеньо».

## Международная карьера
В 2025 году в составе юношеской сборной Парагвая (до 16 лет) Аксель принимал участие в первом розыгрыше Юношеской Серии ФИФА, проходившем в Швейцарии. Он отыграл только 1 встречу: нападающий заменил Алана Фернандеса на 90-й минуте финального поединка с Новой Зеландией и 5 минут спустя отметился забитым голом. В итоге парагвайцы стали победителями этого турнира.

## Достижения
Сборная Парагвая (до 16 лет)
- Победитель Юношеской Серии ФИФА[англ.] (1): 2025